# 鞍山級駆逐艦
鞍山級駆逐艦（アンシャンきゅうくちくかん;中国語:鞍山级驱逐舰）または6607型駆逐艦は、ソビエト連邦から供給された中華人民共和国の駆逐艦である。中古艦であったが、中国人民解放軍海軍にとって最初の駆逐艦となった。
艦級名は1番艦の艦名に基づく。また、北大西洋条約機構(NATO)の用いたNATOコードネームも「Anshan class」である。ソ連での計画名は7号計画（Проект 7プライェークト・スィェーミ）で、原型となったソ連の駆逐艦と区別されていない。

## 概要
1930年代にイタリアの設計を手本に開発されたソ連の7号計画型駆逐艦（グネフヌイ級）は、1950年代に中華人民共和国へ4隻が供給され、中国人民解放軍海軍にとっては最初の駆逐艦である。
1940年代後半の第二次国共内戦により中国国民党軍は陸戦で敗北し、台湾へ逃れることになったが、一方で国民党軍は駆逐艦『丹陽』(旧日本海軍陽炎型駆逐艦『雪風』、排水量2,033t)や駆逐艦『信陽』(旧日本海軍橘型駆逐艦『初梅』、排水量1,262t)、4隻のキャノン級護衛駆逐艦(排水量1,240t)、2隻のエヴァーツ級護衛駆逐艦(排水量1,140t)、旧式巡洋艦『逸仙』(排水量1,650t)からなる艦隊を維持し、中国周辺海域の制海権を保っていた。また朝鮮戦争の勃発からはアメリカ海軍の艦隊が黄海や台湾海峡で活動するようになった。ソ連製の魚雷艇や国民党軍から鹵獲した日本製海防艦ぐらいしか保有していなかった当時の解放軍海軍ではこれらの艦艇に正面からまともに対峙することができず、対抗できる水上艦艇を必要としていた。
本来はイギリスの古旧艦を購入しようとしていた解放軍海軍だが、朝鮮戦争による制裁を受け仕方なく、17トンの金という前代未聞の高価で4隻のソ連艦を入手した。
中国向けに輸出された4隻の7型駆逐艦は元は1936年にソ連で起工し、第二次世界大戦では赤色海軍太平洋艦隊の艦艇として活動した。
その後、ソ連では新しい駆逐艦が次々と就役したため、余剰と化した7型駆逐艦の一部は中国支援のため輸出に回されることとなった。1954年と1955年にそれぞれ2隻ずつが供給された。中国への引渡しまでに、ソ連においてこれらの駆逐艦は若干の修正が加えられ、1番艦が命名されると鞍山級と呼ばれるようになった。供給時にはとうに旧式であった鞍山級であるが、それまで有力な大型艦船を保有しなかった人民解放軍海軍にとっては、実質的な最強艦として重要な位置を占め、4隻合わせて“四大金剛”と呼ばれた。カタログデータでは『信陽』やキャノン級護衛駆逐艦・エヴァーツ級護衛駆逐艦を上回り、『丹陽』にも対抗できるようになった。対する国民党海軍もアメリカからベンソン級駆逐艦などを補充した。
4隻とも青島の北海艦隊に配備され、中国の首都である北京も含む東北中国部の沿岸への敵艦隊の侵入を阻止するという重要な役割を担った。
1970年前後には、時代に合わせて大規模な近代化改修が実施された。最も大きな変更を受けたのは電子装備と武装で、魚雷発射管が撤去され、代わりにP-15（SY-1）艦対艦ミサイルの発射機が設置された。同様の改修は50型警備艦(リガ級フリゲート)にも施された。
1970年代に旅大型駆逐艦が就役するまでは中国人民解放軍海軍における唯一の駆逐艦で最大の戦闘艦艇であった鞍山級駆逐艦だが、老朽化のため1989年～1992年に全艦が退役した。現在、退役した4隻の鞍山級駆逐艦のうち、『撫順』はスクラップとして解体されたものの、『太原』は大連市の老虎灘海洋公園内で展示・公開されているが、船体の一部はユースホステルとしても運用されている。また『鞍山』は中国人民解放軍海軍が出資し建てた青島海軍博物館に、『長春』は乳山市においてそれぞれ記念艦として係留されている。

## 同型艦
| 艦番号 | 艦名(中国)       | 艦名(ソ連)                   | 造船所                                                             | 就役            | 引渡           | 退役           | 配備先   |
| ------ | ---------------- | ---------------------------- | ------------------------------------------------------------------ | --------------- | -------------- | -------------- | -------- |
| 101    | 鞍山 (Anshan)    | レコールドヌイ (Рекордный)。 | ニコラーエフ・Марти造船廠 コムソモリスク・Ленинский Комсомол造船廠 | 1941年 1月9日   | 1954年 10月4日 | 1992年 4月24日 | 北海艦隊 |
| 102    | 撫順 (Fushun)    | レースキイ (Резкий)          | ニコラーエフ・Марти造船廠                                          | 1942年 8月1日   | 1954年 10月4日 | 1989年         | 北海艦隊 |
| 103    | 長春 (Changchun) | レシーテリヌイ (Решительный) | ニコラーエフ・Марти造船廠 コムソモリスク・Ленинский Комсомол造船廠 | 1941年 8月26日  | 1955年 6月28日 | 1990年         | 北海艦隊 |
| 104    | 太原 (Taiyuan)   | レチーヴイ (Ретивый)         | ニコラーエフ・Марти造船廠 コムソモリスク・Ленинский Комсомол造船廠 | 1941年 10月10日 | 1955年 6月28日 | 1991年 9月19日 | 北海艦隊 |